# Barmbeker Stichkanal

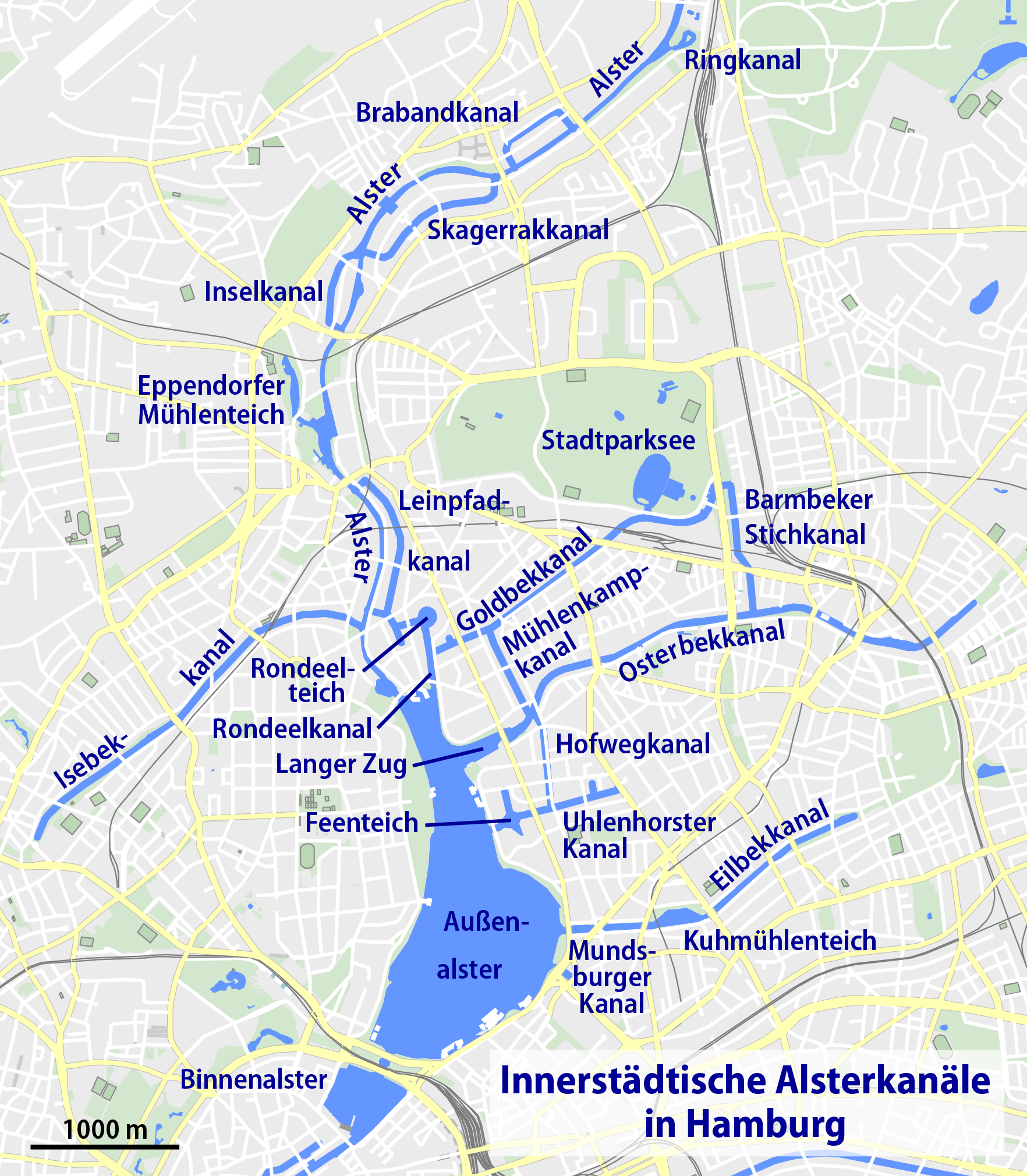
Der Barmbeker Stichkanal im Nordosten des innerstädtischen Kanalnetzes von Hamburg

Der Barmbeker Stichkanal ist ein Kanal in den Hamburger Stadtteilen Barmbek-Nord und Winterhude. Er ist 900 Meter lang und hat meist eine Breite von 30 Metern. Nur im südlichen Drittel ist er 22 Meter breit. Der Kanal verbindet den Osterbekkanal mit dem Goldbekkanal nahe dem Hamburger Stadtpark. Erbaut wurde er, wie die anderen Kanäle im Umfeld der Alster, in Zusammenhang mit dem Bau des Hamburger Hochbahnringes.
Der Kanal zweigt vom Osterbekkanal in nördlicher Richtung ab (Lage). Nach 290 Metern unterquert er die Stichkanalbrücke, über die der Wiesendamm führt, danach verbreitert sich der Kanal. Nach weiteren 150 Metern kommt die Brücke der U-Bahn-Ringlinie U3 der U-Bahn Hamburg zwischen den U-Bahnhöfen Barmbek und Saarlandstraße, nach weiteren 230 Metern die Hellbrookstraßenbrücke (bis 1960 Hellbrookbrücke) für die Hellbrookstraße, wo der Kanal von Barmbek-Nord nach Winterhude wechselt. Schließlich endet der Kanal am Goldbekkanal, der im rechten Winkel von Westen anschließt (Lage).
Der Kanal wurde zwischen 1910 und 1915 erbaut und markiert so den Höhepunkt der wasserseitigen Erschließung der Stadtteile Barmbek und Winterhude. Er diente zum Transport der Kohle zum Kraftwerk der Hamburger Hochbahn und als Kühlwasseranschluss für dieses Kraftwerk.
Der Kanal führt am Betriebsgelände der Hamburger U-Bahn-Hauptwerkstatt und am ehemaligen Güterbahnhof Hamburg-Barmbek entlang. In den 1930er Jahren wurde eine Verladestelle für Kohle am Güterbahnhof errichtet, sodass das Gaswerk am Osterbekkanal mit von der Bahn herbeigeschaffter Kohle beliefert werden konnte. Nach der Bebauung des Güterbahnhofareals verläuft der Kanal hier nun genauso wie im Abschnitt Osterbekkanal–Stichkanalbrücke entlang von Wohnbebauung. Nördlich der U-Bahn-Brücke gibt es auf dem westlichen Ufer einen Grünstreifen, die übrigen Uferbereiche grenzen an Flächen, die gewerblich oder für Werkstätten genutzt werden bzw. wurden.

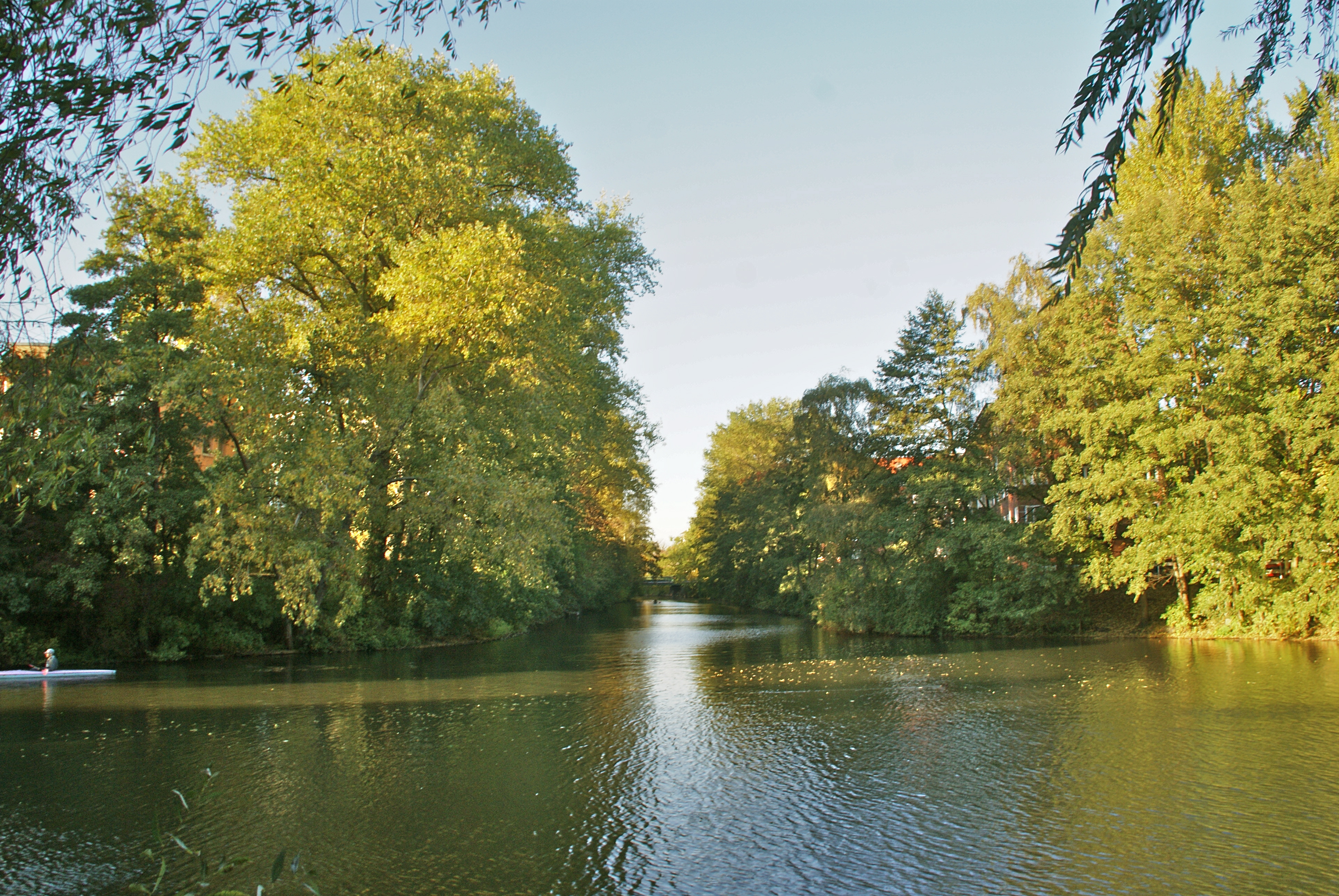
Abzweig vom Osterbekkanal
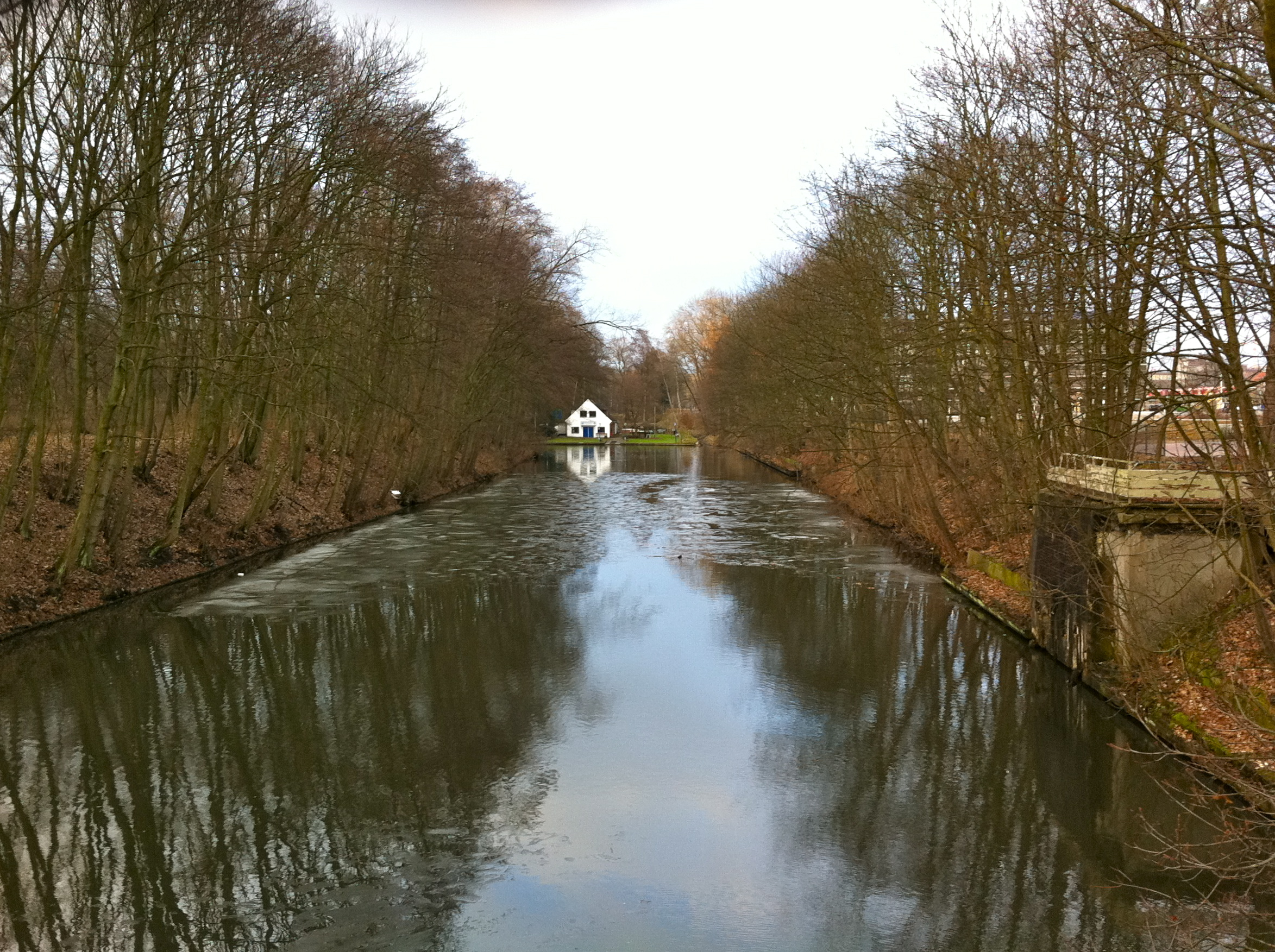
Ende des Kanals im Norden

Nach dem Zweiten Weltkrieg erlangte der Kanal keine wirtschaftliche Bedeutung. Im Hamburger Aufbauplan aus den 1950er Jahren war vorgesehen, eine Stadtautobahn („Osttangente“) über dem Barmbeker Stichkanal zu errichten. Der Kanal wird vom Ausflugsverkehr von Paddlern und zeitweilig von Alsterschiffen genutzt.
Der Barmbeker Stichkanal ist ein Gewässer erster Ordnung.